# Apatelodes martia
Apatelodes martia is een vlinder uit de familie van de Apatelodidae. De wetenschappelijke naam van de soort is, als Phalaena martia, voor het eerst geldig gepubliceerd in 1782 door Caspar Stoll.

## Synoniemen
- Parthyris bombycina Felder, 1874